# Sushil Kumar

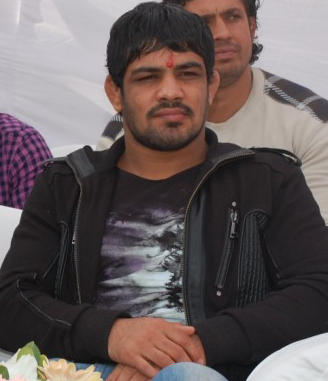
Sushil Kumar (2010)

Sushil Kumar Solanki (* 25. Mai 1983 in Najafgarh bei New Delhi) ist ein indischer Ringer. Er wurde 2010 Weltmeister und gewann bei den Olympischen Spielen 2008 eine Bronzemedaille und 2012 eine Silbermedaille jeweils im freien Stil im Leichtgewicht.

## Werdegang
Sushil Kumar, der aus einfachen Verhältnissen stammt, sein Vater Diwan Singh Solanki ist Busfahrer, begann mit 10 Jahren mit dem Ringen. Angeleitet wurde er dazu von seinem Vater und von seinem Cossan Sundrap, die beide ebenfalls Ringer waren. Ab seinem 14. Lebensjahr trainierte er in einer Ringerschule im Chhatrasal-Stadion von New Delhi.
Während seiner bisherigen Laufbahn wurde bzw. wird er von Yashvir, Ramphal, Jagminder Singh, Ravinder Mann, Satpal Padamshree und Gyan Singh trainiert. Er ist Angestellter der indischen Staatseisenbahn. Sushil Kumar konzentriert sich auf den freien Stil, lediglich bei den Commonwealth-Meisterschaften 2005 startete er auch im griechisch-römischen Stil. Bei einer Größe von 1,68 Metern startete er als Erwachsener zuerst im Federgewicht (bis 60 kg Körpergewicht), seit 2005 ringt er im Leichtgewicht (bis 66 kg Körpergewicht).
Sushil Kumar war bereits als Junior äußerst erfolgreich. Er wurde 1998 in Manchester und 1999 in Łódź jeweils Junioren-Weltmeister in der Altersgruppe der Kadetten (bis zum 16. Lebensjahr) in den Gewichtsklassen bis 45 kg bzw. 50 kg Körpergewicht. Bei der Junioren-Weltmeisterschaft 2001 in Taschkent kam er im Bantamgewicht aber nur auf den 12. Platz, weil er in seinem ersten Kampf eine Niederlage von Reza Chalilow aus Aserbaidschan hinnehmen musste.
Bei den Senioren gewann er im Jahre 2003 bei den Commonwealth-Meisterschaften in London im freien Stil den Titel im Federgewicht. Im gleichen Jahr kam er bei der Asien-Meisterschaft in New Delhi im Federgewicht auf den 3. Platz. 2003 startete er auch erstmals bei der Weltmeisterschaft der Senioren, die in New York stattfand. Im Federgewicht zeigte er dabei hervorragende Leistungen und besiegte mit Aljaksandr Karnizki, Belarus, Aram Margarjan, Armenien, Kamal Ustarchanow, Russland und David Pogosjan aus Georgien vier starke Ringer aus Nachfolgestaaten der Sowjetunion. Gegen Arif Abdullayev aus Aserbaidschan unterlag er aber im Halbfinale und musste sich im Kampf um die WM-Bronzemedaille auch dem Südkoreaner Song Jae-myung knapp nach Punkten geschlagen geben, so dass er auf dem undankbaren 4. Platz landete.
2004 startete Sushil Kumar bei den Olympischen Spielen in Athen. Dabei unterlag er in seinem ersten Kampf gegen Yandro Miguel Quintana Ribalta aus Kuba nach Punkten und erreichte, dem damaligen Reglement entsprechend, mit einem Sieg über Iwan Welkow Djorew aus Bulgarien nur mehr den 14. Platz.
2005 wurde Sushil Kumar im freien Stil erneut Titelträger bei den Commonwealth-Meisterschaften in Stellenbosch/Südafrika und belegte im griechisch-römischen Stil den 3. Platz. Dabei startete er erstmals im Leichtgewicht. Enttäuschend verliefen für ihn die Asien-Meisterschaften 2005 in Wuhan, denn er belegte dort im Leichtgewicht nur den 8. Platz. Bei der Weltmeisterschaft 2005 war er nicht am Start.
Bei den Asien-Spielen 2006 in Doha musste er von Takafumi Kojima aus Japan eine Niederlage hinnehmen, erkämpfte sich aber mit einem bemerkenswerten Sieg über Leonid Spiridonow aus Kasachstan noch eine Bronzemedaille. Bei der Weltmeisterschaft dieses Jahres in Guangzhou erreichte er nach einem Sieg über den Vietnamesen Nguyen Doan Dung und einer Niederlage gegen Elmar Asgarow aus Aserbaidschan nur den 13. Platz.
Bei der Asien-Meisterschaft 2007 in Bischkek/Kirgisistan erkämpfte sich Sushil Kumar hinter Hassan Tahmasi aus dem Iran den Vize-Meistertitel, kam aber bei der Weltmeisterschaft 2007 in Baku nach drei Siegen wieder nicht in die Medaillenränge, weil er in der 4. Runde gegen Andrij Stadnik aus der Ukraine unterlag. Er platzierte sich damit auf dem 7. Platz.
Im Jahre 2008 erkämpfte er sich dann bei der Asien-Meisterschaft im südkoreanischen Jeju im Leichtgewicht eine Bronzemedaille. Zu den Olympischen Spielen 2008 in Peking trat er in einer hervorragenden Form an. Zwar unterlag er gleich in seinem ersten Kampf wieder gegen Andrei Stadnik. Er erkämpfte sich danach aber mit Siegen über Doug Schwab aus den Vereinigten Staaten, Albert Batirow aus Belarus und Leonid Spiridonow noch eine Bronzemedaille. Er gewann damit nach 56 Jahren wieder eine Medaille bei den Ringerwettkämpfen bei Olympischen Spielen für Indien. 1952 hatte Khashaba Jadhav in Helsinki eine Bronzemedaille gewonnen. Sushil Kumar erhielt einen Rajiv Gandhi Khel Ratna für 2008.
Bei der Weltmeisterschaft 2009 in Herning/Dänemark verpasste Sushil Kumar nur knapp eine Medaille. Nach einer Halbfinalniederlage gegen Rasul Djukajew aus Russland unterlag er im Kampf um die Bronzemedaille gegen Tatsuhiro Yonemitsu aus Japan und kam damit auf den 5. Platz.
Zum Höhepunkt seiner Laufbahn wurden dann die Weltmeisterschaft 2010 in Moskau, nachdem er vorher in New Delhi erstmals Asienmeister bei den Senioren im Leichtgewicht vor dem Südkoreaner Kim Dae-sung, Ichtijor Nawrusow, Usbekistan und Pürewdschawyn Önörbat, Mongolei geworden war. In Moskau besiegte Sushil Kumar Akritidis Anastasios aus Griechenland, Martin Daum aus Deutschland, Bujandschawyn Batdsorig aus der Mongolei, Jabrail Hasanow aus Aserbaidschan und im Endkampf vor einem fanatischen Publikum auch den Russen Alan Gogajew und wurde damit Weltmeister. Er ist damit der erste Inder, der einen Weltmeistertitel bei den Senioren-Ringern errang.
Im Jahre 2011 war er lange verletzt, startete aber, kaum wiederhergestellt, trotzdem bei der Weltmeisterschaft in Istanbul. Er kam dort aber nur zu einem Sieg über Joseph Lopez aus Guatemala und schied nach einer Niederlage im nächsten Kampf gegen Andrei Stadnik aus der Ukraine aus. Er belegte damit nur den 14. Platz. Wieder in Form gekommen, verpasste er im März 2012 mit einem 3. Platz bei einem Turnier in Astana knapp die Qualifikation für die Olympischen Spiele in London. Diese schaffte er schließlich im April 2012 bei einem Turnier im chinesischen Taiyuan. Er siegte dort vor Otar Tuschischwili aus Georgien und Andrij Kwjatkowskyj aus der Ukraine. Bei den Olympischen Spielen selbst kam er in seinem ersten Kampf zu einem knappen Punktsieg (2:1 Runden, 2:2 Punkte) über den Olympiasieger von 2008 Ramazan Şahin aus der Türkei. Danach besiegte er noch Ichtiyor Nawrusow aus Usbekistan und in einem harten Gefecht Aqschürek Tanatarow aus Kasachstan. Er stand damit im Finale, in dem er allerdings gegen Tatsuhiro Yonemitsu aus Japan chancenlos war (0:2 Runden, 1:4 Punkte). Der Gewinn der Silbermedaille war aber ein großer Erfolg für ihn.
Bei der Eröffnungsfeier der Olympischen Sommerspiele 2012 in London war Sushil Kumar Fahnenträger der Indischen Delegation.

## Internationale Erfolge
| Jahr | Platz  | Wettbewerb                                      | Gewichtskl. | Stil      | Ergebnisse |
| 1998 | 1.     | Junioren-WM (Cadets) in Manchester              | F           | bis 45 kg | vor Krystian Brzozowski, Polen u. Dianaludin Aliew, Russland |
| 1999 | 1.     | Junioren-WM (Cadets) in Łódź                    | F           | bis 50 kg | vor Batraz Tidijew, Russland u. Majid Roudbari, Iran |
| 1999 | 3.     | Asien-Meisterschaft (Junioren) in Teheran       | F           | bis 50 kg | hinter Asset Serikbajew, Kasachstan u. Abbas Baiglar Baigi, Iran |
| 2000 | 1.     | Asien-Meisterschaft (Junioren)                  | F           | Fliegen   | |
| 2001 | 12.    | Junioren-WM in Taschkent                        | F           | Bantam    | nach Niederlage gegen Reza Chalilow, Aserbaidschan u. Sieg über Ilie Vasile Esir, Moldawien |
| 2003 | 2.     | Canada-Cup in Guelph                            | F           | Feder     | hinter Saeed Azarbayjani, Kanada, vor Jung Ho-young, Südkorea |
| 2003 | 3.     | Asien-Meisterschaft in New Delhi                | F           | Feder     | hinter Sayed Mourad Mohammadi Pahnekalaei, Iran u. Damir Sachartinow, Usbekistan |
| 2003 | 1.     | Commonwealth-Meisterschaft in London            | F           | Feder     | vor Krishan Kumar, Indien u. Cleopas Ncube, Kanada |
| 2003 | 4.     | WM in New York                                  | F           | Feder     | mit Siegen über Aljaksandr Karnizki, Belarus, Aram Margarjan, Armenien, Kamal Ustarchanow, Russland u. David Pogosjan, Georgien u. Niederlagen gegen Arif Abdullayev, Aserbaidschan u. Song Jae-myung, Südkorea |
| 2004 | 14.    | OS in Athen                                     | F           | Feder     | nach einer Niederlage gegen Yandro Miguel Quintana Ribalta, Kuba u. einem Sieg über Iwan Djorew, Bulgarien |
| 2005 | 2.     | Dave-Schultz-Memorial in Colorado Springs       | F           | Leicht    | hinter Jared Lawrence, vor Scott Owen u. Jesse Jantzen, alle USA |
| 2005 | 8.     | Asien-Meisterschaft in Wuhan                    | F           | Leicht    | Sieger: Baek Jin-kuk, Südkorea vor Nejad Haghi Mohammad, Iran |
| 2005 | 1.     | Commonwealth-Meisterschaft in Stellenbosch      | F           | Leicht    | vor Shokinder Tomar, Indien u. Tim Wadsworth, Kanada |
| 2005 | 3.     | Commonwealth-Meisterschaft in Stellenbosch      | GR          | Leicht    | hinter Gurbinder Singh, Indien u. Raynard Mouton, Südafrika |
| 2006 | 13.    | WM in Guangzhou                                 | F           | Leicht    | nach Sieg über Nguyen Doan Dung, Vietnam u. Niederlage gegen Elmar Asgarow, Aserbaidschan |
| 2006 | 3.     | Asien-Spiele in Doha                            | F           | Leicht    | mit Sieg über Arslan Chutalijew, Usbekistan, Niederlage gegen Takafumi Kojima, Japan u. Sieg über Leonid Spiridonow, Kasachstan                                                                                 |
| 2007 | 1.     | Commonwealth-Meisterschaft in London            | F           | Leicht    | vor Amit Kumar, Indien u. Jesse Arnett, Kanada |
| 2007 | 2.     | Asien-Meisterschaft in Bischkek/Kirgisistan     | F           | Leicht    | hinter Hassan Tahmasi, Iran, vor Jung ho-young u. Naidanpürewiin Bajarchüü, Mongolei |
| 2007 | 7.     | WM in Baku                                      | F           | Leicht    | mit Siegen über Elar Hani, Estland, Ricardo Antonio Robertty Moreno, Venezuela u. Bator Basarow, Kirgisistan u. einer Niederlage gegen Andrij Stadnik, Ukraine                                                  |
| 2008 | Bronze | OS in Peking                                    | F           | Leicht    | nach einer Niederlage gegen Andrij Stadnik mit Siegen über Doug Schwab, USA, Albert Batirow, Belarus u. Leonid Spiridonow                                                                                       |
| 2008 | 3.     | Asien-Meisterschaft in Jeju/Südkorea            | F           | Leicht    | hinter Yang Chun Song, Nordkorea u. Pürewdschawyn Önörbat, Mongolei |
| 2009 | 1.     | Großer Preis von Deutschland in Dortmund        | F           | Leicht    | vor Zhan Safan, Belarus, Simon Pilzweger, Deutschland und Alichok Wochidow, Usbekistan |
| 2009 | 5.     | WM in Herning/Dänemark                          | F           | Leicht    | mit Siegen über Pietro Piscitelli, Italien, Stefan Daniliuc, Rumänien u. Jabrail Hasanow, Aserbaidschan u. Niederlagen gegen Rasul Djukajew, Russland u. Tatsuhiro Yonemitsu, Japan                             |
| 2010 | 1.     | Asien-Meisterschaft in New Delhi                | F           | Leicht    | vor Kim Dae-sung, Südkorea, Ichtijor Nawrusow, Usbekistan u. Pürewdschawyn Önörbat |
| 2010 | 1.     | WM in Moskau                                    | F           | Leicht    | mit Siegen über Akritidis Anastasios, Griechenland, Martin Daum, Deutschland, Bujandschawyn Batdsorig, Mongolei, Jabrail Hasanow u. Alan Gogajew, Russland                                                      |
| 2010 | 1.     | Commonwealth-Spiele in Delhi                    | F           | Leicht    | vor Heinrich Barnes, Südafrika u. Chris Pickett, Kanada |
| 2011 | 14.    | WM in Istanbul                                  | F           | Leicht    | nach einem Sieg über Joseph Lopez, Guatemala und einer Niederlage gegen Andrei Stadnik, Ukraine |
| 2012 | 1.     | Dave-Schultz-Memorial in Colorado Springs       | F           | Leicht    | vor Chase Pami, USA und Parveen Rana, Indien |
| 2012 | 3.     | Olympia-Qualifikations-Turnier in Astana        | F           | Leicht    | hinter Ichtiyor Nawrusow, Usbekistan und Aqschürek Tanatarow, Kasachstan |
| 2012 | 1.     | Olympia-Qualifikations-Turnier in Taiyuan/China | F           | Leicht    | vor Otar Tuschischwili, Georgien und Andrij Kwjatkowskyj, Ukraine |
| 2012 | Silber | OS in London                                    | F           | Leicht    | nach Siegen über Ramazan Şahin, Türkei, Ichtiyor Nawrusow, Aqschürek Tanatarow, Kasachstan und einer Niederlage gegen Tatsuhiro Yonemitsu, Japan                                                                |

## Erläuterungen
- OS = Olympische Spiele, WM = Weltmeisterschaft
- F = freier Stil, GR = griechisch-römischer Stil
- Federgewicht = Gewichtsklasse bis 60 kg, Leichtgewicht, bis 66 kg Körpergewicht